# Lampetis ornata
Lampetis ornata es una especie de escarabajo del género Lampetis, familia Buprestidae. Fue descrita científicamente por Obst en 1903.